# Équipe cycliste Pro Immo Nicolas Roux
L'équipe cycliste Pro Immo Nicolas Roux est une ancienne équipe cycliste française évoluant en Division nationale 1 et basée dans le Puy-de-Dôme.

## Histoire de l'équipe
L'équipe est créée en 2001 sous le nom de Vélo Club Cournon d'Auvergne (VC Cournon d'Auvergne) avant de se nommer par la suite Pro Immo Nicolas Roux depuis la saison 2012.
L'équipe a cessé son activité fin 2021, faute de pouvoir accéder à l'échelon supérieur comme équipe continentale. 

## Principales victoires

### Courses d'un jour
- Grand Prix International de la ville de Nogent-sur-Oise : 2021 (Karl Patrick Lauk)

### Courses par étapes
- Tour de la Guadeloupe : 2017 (Sébastien Fournet-Fayard) et 2021 (Stefan Bennett)

### Championnats nationaux
- Championnats d'Estonie sur route : 3
  - Course en ligne espoirs : 2015 (Endrik Puntso)
  - Course en ligne espoirs : 2017 (Karl Patrick Lauk)
  - Course en ligne espoirs : 2018 (Karl Patrick Lauk)
- Championnats de France sur route : 1
  - Contre-la-montre espoirs : 2015 (Rémi Cavagna)

## Pro Immo Nicolas Roux en 2021

### Effectif
| Cycliste             | Date de naissance | Nationalité | Équipe 2020                  |  |
| -------------------- | ----------------- | ----------- | ---------------------------- |  |
| Thomas Acosta        | 5 septembre 1997  | France      | CR4C Roanne                  |  |
| Stefan Bennett       | 15 avril 1992     | France      | Pro Immo Nicolas Roux        |  |
| Florent Castellarnau | 27 juin 1993      | France      | Pro Immo Nicolas Roux        |  |
| Thomas Chassagne     | 27 novembre 1994  | France      | Pro Immo Nicolas Roux        |  |
| Quentin Cougoul      | 18 février 1999   | France      | Pro Immo Nicolas Roux        |  |
| Brice Deborde        | 13 août 1993      | France      | Pro Immo Nicolas Roux        |  |
| Mickaël Guichard     | 29 août 1993      | France      | Pro Immo Nicolas Roux        |  |
| Romain Guillot       | 8 février 1996    | France      | Bourg-en-Bresse Ain Cyclisme |  |
| Clément Jolibert     | 23 mai 1995       | France      | GSC Blagnac Vélo Sport 31    |  |
| Karl Patrick Lauk    | 9 janvier 1997    | Estonie     | Pro Immo Nicolas Roux        |  |
| Boris Orlhac         | 21 novembre 1991  | France      | Pro Immo Nicolas Roux        |  |
| Louis Pijourlet      | 17 octobre 1995   | France      | Vendée U                     |  |
| Gaëtan Pol           | 20 février 1997   | France      | Pro Immo Nicolas Roux        |  |
| Nicolas Thomasson    | 28 juillet 1992   | France      | Pro Immo Nicolas Roux        |  |
| Victor Tourde        | 9 novembre 1999   | France      | Pro Immo Nicolas Roux        |  |

### Victoires
| Date       | Course                                                   | Pays       | Classe | Vainqueur         |
| ---------- | -------------------------------------------------------- | ---------- | ------ | ----------------- |
| 11/04/2021 | 3e étape du Tour international de Rhodes                 | Grèce      | 2.2    | Karl Patrick Lauk |
| 20/05/2021 | 2e étape du Alpes Isère Tour                             | France     | 2.2    | Clément Jolibert  |
| 18/07/2021 | Grand Prix International de la ville de Nogent-sur-Oise  | France     | 1.2    | Karl Patrick Lauk |
| 31/10/2021 | Tour cycliste international de la Guadeloupe             | Guadeloupe | 2.2    | Stefan Bennett    |
| 22/10/2021 | Prologue du Tour cycliste international de la Guadeloupe | Guadeloupe | 2.2    | Mickaël Guichard  |
| 24/10/2021 | 2e étape du Tour cycliste international de la Guadeloupe | Guadeloupe | 2.2    | Mickaël Guichard  |
| 29/10/2021 | 7e étape du Tour cycliste international de la Guadeloupe | Guadeloupe | 2.2    | Karl Patrick Lauk |